# Здравље избеглица
Здравље избеглица је област медицине и социјалне зашите која се бави проучавањем бројних чинилаца који могу имати утицаја на здравље људи који су расељени у другу земљу или чак у други део света, као резултат несигурних околности као што су рат или прогон. На здравље расељених углавном утичу заразне болести, ментално здравље и хроничне болести које су неуобичајене у земљи у којој се настањују.  Како три четвртине избеглица у свету и многи мигранти бораве у регионима у развоју у пренасељеним камповима, насељима, импровизованом смештају или прихватним центрима без одговарајућег приступа здравственим услугама, чистој води и адекватним хигијенским условима, и у којима су здравствени системи већ преоптерећени и немају довољно капацитета и материјалних средстава.

## Здравствени статус избеглице
Здравствени статус избеглице је у великој мери последица фактора као што су:
- географско порекло мигранта,
- услови избегличких кампова или урбаних средина у којима су живели,
- лични, физички и психички услови мигранта, било да су они већ постојали или стечени током путовања из своје домовине у избеглички камп или евентуално у њихов нови дом.[2]

## Главни здравствени проблеми
Како су мали изгледи да ће избеглице у богатијим земљама користити опште здравствене услуге, оне су у већем ризику од лошег менталног здравља и превременог умирања од акутних и хроничних болести у поређењу са локалним становништвом. Избеглице су у већем ризику да добију одређене болести или имају друге здравствене проблеме због фактора као што су:
- неадекватна исхрана,
- лоши санитарни услови и
- недостатак адекватне медицинске неге.

С обзиром да се као објекти за смештај избеглица често користе зграде чија основна намена није смештај људи. У таквим објектима су лоши микроклиматски услови - влага у просторијама, лоше осветљење, немогућност довољног загревања, промаја - што је погодно за настанак и ширење акутних и погоршање хроничних респираторних обољења као што су бронхитис и астма. Најугроженије категорије су деца и стари. У комбинацији са лошом исхраном, неовољни микроклиматски услови могу да изазову код деце настанак рахитиса, слабовидности
Недостатак средстава за одржавање личне хигијене и чисте одеће и постељине ствара ризик од појаве и ширења шуге и вашљивости. Санитарни чвор привремених смештајних објеката онемогућава или ограничава одржавање личне хигијене па се развијају болести прљавих руку, инфекције коже и слузница, вашљивост, шуга, екцем и друге болести. Снабдевање водом је веома важно јер микробиолошка неисправност воде ствара услове за настанак мањих или већих епидемија цревних заразних болести као што су трбушни тифус, колера, бациларна дизентерија и слично. Близина и неисправно одржавање септичких јама често су фактор ризика за загађење воде у бунарима, загађења тла патогеним микроорганизмима, загађење намирница, те настанак и пренос цревних заразних болести.
Кардиоваскуларне болести представљају већину смртних случајева од незаразних болести, или 17,9 милиона људи годишње, а затим следе рак (9,3 милиона), респираторне болести (4,1 милион) и шећерна болест (1,5 милиона). Ове четири групе болести чине преко 80% свих превремених смрти од незаразних болести.
Употреба дувана, физичка неактивност, штетна употреба алкохола и нездрава исхрана повећавају ризик од умирања од НЦД.

### Незаразне болести
Иако су незаразна болести здравствено стање које није преносиво и није заразно, оне су узроковане неадекцатним  понашањем појединца и околине. Према процени СЗО, ове болести:
- доводе до 40 милиона смртних случајева годишње,
- чине око 70% смртних случајева широм света.
- умре 15 милиона случаја у доби од 30 до 69 година (и чине 85%  „превремених“ смрти у земљама са ниским и средњим приходима),
- чине 77% свих смртних случајева у земљама са ниским и средњим приходима.

Развој и контрола ових стања директно је повезан са исхраном и здравим понашањем. Незаразне болести су чиниле 19-46% смртности у пет највећих земаља које производе избеглице у 2015. години. Извештаји показују да више од половине сиријских избегличких домаћинстава (пресељених у Либан) има бар једног члана који болује од незаразне болести.

### Шећерна болест
Шећерна болест је група хроничних метаболичких болести које утичу на коришћење шећера у крви у телу. Постоје два главна облика шећерне болесте: тип 1, тип 2 и гестацијска шећерна болест.
Шећерну болест типа 1 карактерише недостатак инсулина и захтева унос дневне дозе инсулина. Узроци шећерне болесте типа 1 су непознати и тренутно се не могу спречити. Обично се јавља у раном животном добу.
Шећерну болест типа 2 карактерише неспособност тела да правилно користи инсулин. Шећерна болест типа 2 се обично јавља код одраслих и повезан је са нездравим начином живљења
Још један уобичајен облик шећерне болести је гестацијски дијабетес., који се јавља код трудница и не доводи нужно до трајне шећерне болести типа 1 или типа 2.
Избеглице су под повећаним ризиком од развоја шећерне болести због неадекватног понашања у исхрани. Према ЦДЦ-у, међу сиријским избеглицама 6,1% је преваленција шећерне болести код одраслих. Ирачке избеглице су забележиле преваленцију од 3%, а избеглице из Конга мање од 1%.
Анализа података из литературе о ризику од шећерне болести међу избегличком популацијом сугерише да је он повећан међу одраслим избеглицама са дужом историјом миграције.  Анализа такође повезује повећану преваленцију шећерне болести са преласком са традиционалног, пољопривредног начина живота са потенцијално заштитном храном, на урбанизоване, западњачке стилове живота који долазе са миграцијом.

### Анемија
Анемија је стање у којем појединац нема довољно здравих црвених крвних зрнаца, и последично доводи до смањеног дотока кисеоника у органе тела. Најчешће је узрокована недостатком гвожђа у исхрани. Анемија се користи као маркер за укупни недостатак микронутријената. Симптоми обично укључују општи замор, као резултат смањеног протока кисеоника кроз ткива и органе. Постоје различити третмани за анемију, укључујући суплементе гвожђа и суплементе витамина Б. Трансфузија крви се такође може користити ако је производња крви ниска.
Према ЦДЦ-у, „процена преваленције анемије у избегличком кампу Заатари и околним подручјима показала је да 48,4% деце млађе од 5 година и 44,8% жена старости 15-49 година пати од анемије”.  Међу избеглицама из Конга, анемија српастих ћелија (СЦД) представља много већу забринутост. У Централној Америци, избеглице које долазе из Салвадора, Гватемале и Хондураса показују највећу учесталост случајева анемије. ЦДЦ извештава да је преваленција за децу млађу од 5 година 30% у Ел Салвадору, 47% у Гватемали и 40% у Хондурасу. У Гватемали је 22% трудница такође анемично. Ови случајеви су углавном резултат лоше исхране или хроничних паразитских инфекција.

### Кардиоваскуларне болести и хипертензија
Кардиоваскуларна болест је општи термин за различита срчана стања као што су коронарна болест, срчани застој, аритмије и још много тога. Хипертензија је висок крвни притисак ( као крвни притисак изнад 130/80 ммХг). Кардиоваскуларне болести и хипертензија су повезане са лошом исхраном/исхраном, седентарним начином живота, стресогеним факрорима и генетским факторима ризика.
Међу сиријским избеглицама, 4,1% одраслих пати од кардиоваскуларних болести, а 10,7% пати од хипертензије. Такође постоји значајан ризик међу конгоанским избеглицама. Према ЦДЦ-у, међу ирачким избеглицама у Јордану, 33% старијих од 15 година имало је хипертензију. Још 42% је било прехипертензивно. Одрасле избеглице из Бутана су имале 3% преваленције хипертензије и скоро 1% преваленције хроничног опструктивног плућног поремећаја.

## Заразне болести

### Туберкулоза
Туберкулоза (ТБ) је бактеријска инфекција која углавном погађа плућа. Као болест која се преноси ваздухом, туберкулоза се шири удисањем бактерија, које касније путују у плућа и друге делове тела да манифестују инфекцију. Када се особа зарази, ТБ може постати латентна или активна. Ако је латентна, болест је асимптоматска и није заразна; међутим, латентна ТБ може постати активна у било ком тренутку. Активна ТБ је симптоматска и заразна. У сваком случају, ТБ треба одмах лечити, јер нелечене инфекције могу бити фаталне.
Процењује се да је трећина светске популације заражена туберкулозом.  Овако висока учесталост захтева да они који спроводе испите у иностранству (панелни лекари) прегледају све избеглице на туберкулозу и даље тестирају свакога за кога се сумња да има активну туберкулозу. Скрининг на туберкулозу генерално укључује туберкулински тест коже, након чега следи рендгенски снимак грудног коша када је то потребно и лабораторијско тестирање у зависности од тих резултата. Свако између 2 и 14 година, који живи у земљи са стопом инциденције туберкулозе од 20 или више случајева на 100.000 људи (како је идентификовала СЗО), мора да има туберкулински кожни тест. Особе од 15 и више година морају имати рендгенски снимак грудног коша.
У САД, особе избеглице које имају активну туберкулозу морају да заврше лечење пре него што им буде дозвољен улазак. По доласку у САД, ЦДЦ препоручује да се све избеглице прегледају на туберкулозу помоћу туберкулинског кожног теста. Потребан је накнадни рендгенски снимак грудног коша ако је туберкулински кожни тест позитиван, или ако је избеглица идентификована да има туберкулозу (класу А или класу Б) на прегледу у иностранству, или ако је заражен ХИВ-ом.
Преко 2 милијарде људи је заражено туберкулозом широм света. Конкретно међу избегличком популацијом, ризик од добијања туберкулозе је већи него у општој популацији, пошто су пренасељеност и међународна путовања већи и чешћи. Према СЗО, од 2016. године, стопа инциденције туберкулозе у Сирији је  била 17 на 100.000 људи. Упоредите ово са 3,1 на 100.000 људи у Сједињеним Америчким Државама.

### Инфективни хепатитис
Постоји више врста хепатитиса, који се најшире могу описати као вирусне инфекције јетре. Најчешћи типови су вирусни хепатитис А, Б и Ц. Хепатитис Б и Ц могу довести до хроничних инфекција, док је хепатитис А искључиво инфективан. Као такав, хепатитис А се такође назива инфективним хепатитисом, а изазива га вирус хепатитиса А .
Хепатитиса А се може ширити директно или индиректно путем фекалног контакта, узрочног контакта, сексуалног контакта и путем хране или воде. Због тога су избегличке популације подложније овој инфекцији.
Према студији из 2016. спроведеној у Грчкој, стопа инфективног хепатитиса међу сиријским избеглицама у одређеним грчким установама је 152 на 1.000 људи; стопе избеглица из Авганистана и Ирака биле су много ниже, 8 на 1.000 и 9 на 1.000 људи. Несразмерно виша стопа сиријских избеглица може се приписати већем уделу сиријских избеглица у камповима, у поређењу са избеглицама из других земаља порекла. Лечење хепатитиса А  инфекција не постоји, тако да су мере хигијенске интервенције и вакцинације највећи приоритет у превентивним мерама. Међутим, здравствена заштита често није приоритет у избегличкој популацији и ресурси су ограничени, што отежава правилну контролу стопе и ширења инфекције.

### Хепатитис Б
Инфекција хепатитисом Б је ендемска у Африци, југоисточној Азији, источној Азији, северној Азији и већини пацифичких острва. Према ЦДЦ-у, стопа хроничне инфекције међу особама које емигрирају у САД из ових подручја је између 5% и 15%.
У циљу превенције многе државе захтевају или препоручују да се све избеглице прегледају на хепатитис Б и наставе са имунизацијом за све који су подложни овој инфекцији.
У регионима где вакцина против хепатитиса није регулисана, нове инфекције се јављају претежно међу одојчадима и малом децом. Као резултат тога, 25% људи који се хронично заразе као новорођенчад и 15% људи који се хронично заразе у старијој доби умире од здравствених стања повезаних са хепатитисом Б.

### Полно преносиве инфекције
Избеглице могу бити изложене већем ризику од заражавања полно преносивим инфекцијама:
- због немогућности приступа заштити и/или лечењу,
- живота у условима рата и избеглиштва, што их чини подложним већој инциденци силовања и сексуалног злостављања.[14]

Након доласка у избеглиштво избеглице се редовно прегледају на сифилис, гонореју, хламидију и ХИВ инфекцију.

### Ковид  19
Како пандемија ковида 19 напредује широм света, избеглице су међу најугроженијим популацијама. Коронавирусна болест је веома заразна респираторна и васкуларна болест, узрокована тешким акутним респираторним синдромом након инфекције коронавирусом 2 (САРС-КоВ-2).
Због друштвених и економских услова, пресељене избеглице се суочавају  са многим изазовима који доводе до погоршања здравља неких расних и етничких мањинских група у Смногим земљама света.
Избеглице се такође суочавају са изазовима новог система здравствене заштите и проналажења здравствених информација које могу да разумеју. Густина насељености избегличких кампова, поред недостатка чисте воде, социјалног дистанцирања и санитарних услова може утицати на већу изложеност ковиду 19.

### Паразитске инфекције
Цревни паразити су велики здравствени проблем за многе групе избеглица, а присуство патогених паразита у њиховом организму захтева медицинску помоћ. „Процењује се да је:
- преко милијарду људи широм света носиоци Аскариса,
- око 480 милиона људи заражено амебом хистолитиком, н
- најмање 500 милиона људи зарађени трихиурисом,
- тренутно  200 до 300 милиона људи заражено са једном или више врста шистостома,
- више од 20 милиона људи широм света заражено хименолеписом нана“.

Последице паразитске инфекције могу укључивати анемију услед губитка крви и недостатка гвожђа, неухрањеност, успоравање раста, инвазивну болест и смрт. Избеглице су посебно угрожене с обзиром на вероватноћу лоше или контаминиране воде и лоше хигијенске услове у камповима.
Од 1999. године, ЦДЦ препоручује да избеглице из Африке и Југоисточне Азије из Африке и југоисточне Азије буду подвргнуте претпостављеном лечењу паразитских инфекција пре одласка. Протокол САД укључује једну дозу албендазола.
У многим државама, домаћи здравствени преглед препоручује да се све избеглице прегледају на паразитске инфекције без обзира да ли се он појављују симптоматске или не. Скрининг често укључује два узорка столице добијена у размаку од више од 24 сата и/или крвну слику са диференцијалом за процену еозинофилије.

### Маларија
Маларија се сматра ендемском у Америци, Африци, Азији и на острвима Океаније. Процењује се да се 300 до 500 милиона људи сваке године зарази маларијом, а преко милион људи умре сваке године од те болести, претежно у подсахарској Африци.
На основу високе преваленције асимптоматске маларије у подсахарској Африци, ЦДЦ препоручује да избеглице из овог региона  буду подвргнуте превентивном лечењу пре одласка у дуге земље. За оне избеглице које долазе из подсахарске Африке без документације о третману пре одласка, ЦДЦ препоручује да или добију превентивни третман по доласку (пожељно) или да прођу лабораторијски скрининг за откривање инфекције плазмодијумом.
За избеглице из других делова света где асимптоматска маларија није преовлађујућа, ЦДЦ препоручује да свака избеглица са знацима или симптомима маларије треба да прође кроз дијагностичко тестирање на плазмодијум и накнадни третман за доказивање инфекције, али не и предвиђени третман.

### Гиардиаза
Гиардиаза или ламблијаза је цревна паразитска инфекција, у којој  су протозое у свом флагелатном начину кретања. Најчешће се шири преко контаминиране воде и хране у земљама у развоју.
Симптоми су прилично благи и укључују бол у стомаку, надимање и меку столицу. Студије су откриле да је гиардијаза честа међу избегличком популацијом, посебно онима који долазе из Авганистана.

## Здравље на раду
Потражња за радном снагом је важан разлог за миграцију. Упркос потешкоћама у истраживању имигрантске популације, постоје докази да је здравље на раду област у којој се имигранти суочавају са диспаритетима. Многи радници мигранти или радници рођени у иностранству обављају нископлаћене, привремене или сезонске послове у индустријама и пословима који могу представљати већи ризик по здравље и безбедност радника, као што су пољопривреда, грађевинарство и услуге. У Сједињеним Државама, вероватније је да ће професионални ризици у сектору пољопривреде, као што је астма, утицати на раднике имигранте. Што се тиче здравља избеглица у Сједињеним Државама, структура и сати клинике се често преклапају са радним временом и захтевају дуго време чекања које премашује оно што избеглице могу да одвоје, што може послужити као структурална препрека здравственој заштити. Све у свему, имигранти имају веће стопе професионалног морбидитета и морталитета од оних који су рођени, укључујући веће стопе фаталних и нефаталних повреда. Докази из Јужне Европе указују на веће стопе професионалних ризика као што је рад много сати дневно и екстремне температуре и већа изложеност лошим условима запослења и несигурности посла. Програми здравствене превенције и обуке који се односе на безбедност и здравље на раду можда неће допрети до имигранта због језичких, културних и/или економских баријера. Међутим, показало се да су интервенције прилагођене њиховим потребама ефикасне. Развијање партнерства са институцијама у имигрантским заједницама један је од начина да се радницима имигрантима побољша приступ информацијама и ресурсима. Побољшање услова рада такође може побољшати друге аспекте здравља имиграната, међутим рад се често недовољно користи у напорима да се промовише здравље миграната. Ново питање здравља на раду за имигранте односи се на здравствене ризике са којима се суочавају људи који су трговани у ситуацијама присилног рада и дужничког ропства.

## Интервенције

### Здравствена писменост
Здравствена писменост је кључна компонента превентивне здравствене заштите и побољшања јавног здравља. Унакрсна студија спроведена међу избеглицама у Шведској, показала је да 60% испитаних има неадекватну функционалну здравствену писменост, а 27% њих неадекватну свеобухватну здравствену писменост. Студија је закључила да здравствену писменост треба узети у обзир приликом процене здравља избеглица и да је потребно више истраживања да би се проценила тренутна динамика и развиле стратегије за превазилажење јаза у здравственој писмености међу избеглицама. Кроз обезбеђивање циљаних, адекватних комплета алата за здравствену писменост, већа је вероватноћа да ће се становништво придржавати планова лечења и превентивних напора — посебно у области заразних болести. Ови алати за здравствену писменост морају бити релевантни за заједнице, администрирани на познатом језику и речнику, и морају заиста узети у обзир компетенције и ограничења циљне публике. У оквиру иницијатива за здравствену писменост, заједничко учење и друштвена подршка могу допринети разумевању и способности људи да просуђују, процеђују и користе здравствене информације. Сходно томе, додавање ових пракси дефиницији критичке здравствене писмености могло би се показати као изузетно корисно за заједнице пацијената.

### Грађанска оријентација
У неким земљама, нпр. у земљама ЕУ и ОЕЦД-а, информације о друштву домаћину нуде се избеглим мигрантима у вези са подношењем захтева за или добијањем боравишне дозволе. Грађанска оријентација обично укључује информације о историји земље, политичком систему, законима, здрављу, култури и свакодневном животу. Већина земаља комбинује грађанску оријентацију са другим уводним активностима као што су курсеви језика.
Курсеви грађанског васпитања и језика су обично засновани на тестовима, што значи да је пролазна оцена потребна за добијање статуса боравка или држављанства.

### Незаразне болести
Када се решавају потребе пацијената са незаразним болестима у оквиру хуманитарних криза, потребно је да постоји више епидемиолошких приступ процени преваленције ових болести како би се обезбедило боље разумевање локалних потреба и ризика. Након што се изврши таква процена, нова сазнања морају бити усмерена на стварање нових, иновативних приступа за ублажавање ризика и промовисање здравог понашања. Коначно, да би се такви ресурси на адекватан начин обезбедили, морају  постојати јаке смернице и континуирано образовање.

### Имунизације
Избеглице стижу у своје нове земље са различитим потребама за имунизацијом.  Иако су избеглице можда биле вакцинисане у својој земљи, често им недостаје документација јер су били приморане да напусте своју матичну земљу у журби. Неки су можда примили имунизацију као део испита у иностранству, а неки можда нису примили имунизацију.
Препоруке Проширеног програма имунизације (ЕПИ) Светске здравствене организације (СЗО) углавном се придржавају земаља широм света са мањим варијацијама у распореду вакцина, размацима између доза вакцина и документацији. Већина вакцина које се користе широм света су од поузданих локалних или међународних произвођача, и нису откривени никакви проблеми са потенцијом, са повременим изузетком тетанусног токсоида и оралне вакцине против полиомијелитиса (ОПВ).
У Сједињеним Америчким Државама, избеглице које улазе нису обавезне да имају вакцинацију. Међутим, прописано је да у време подношења захтева за прилагођавање статуса са законитог привременог боравка на законитог сталног боравка, избеглица мора бити у потпуности вакцинисана у складу са препорукама Саветодавног комитета за праксу имунизације (АЦИП).

### Социјална подршка
Социјална подршка може бити од велике помоћи у превенцији проблема са менталним здрављем и за суочавање избеглица са животом у новој земљи, и како би избеглице из истих области биле у могућности да живе близу једна другој. Међутим, чак и у овом случају може бити неопходно да друштвену подршку пружају статутарне или добровољне агенције изван заједница избеглица и тражилаца азила у складу са локалним неформалним и формалним структурама и мрежама. Један од модел за такву подршку предложили су британски аутори 2014. године, ВАМБА процес, у којем је идентификовано и наведено пет основних компоненти подршке избеглицама и тражиоцима азила:
- Добродошлица: добронамерно испитивање историје тражиоца азила усредсређено на особу у пријатељском окружењу и уз коришћење преводилаца ако је потребно.
- Пратња: доступност социјалне подршке у животу особе која тражи азил (између осталог присуства у заједници као што су заједница изгнаника и интимне привржености) може подстаћи сигурност код тражилац азила и помоћни раднику да заједно могу преговарати о кризним тренуцима.
- Посредовање: пружање врсте хуманитарне солидарности и бриге која ће надокнадити неке од негативних последица процеса тражења азила и хегемонијског поретка који он представља и посредовање између појединачног тражиоца азила и системских ограничења процеса азила.
- Пријатељство:  је друга страна односа пратње која настоји да ублажи политичку реалност у којој се налазе тражиоци азила, а која је изразито непријатељска: строго контролисана, сумњичава, препирљива и веома непријатељска.
- Заступање: професионални однос помоћи између радника и клијента може потенцијално да умањи изолацију коју изазивају околности у којима неки тражиоци азила могу да живе дајући времена да чују глас појединца и пружајући подршку која одговара потребама појединца.